# Közép-afrikai labdarúgó-válogatott
A Közép-afrikai labdarúgó-válogatott (becenevükön: Low-Ubangui Fawns) a Közép-afrikai Köztársaság nemzeti csapata, melyet a Közép-afrikai labdarúgó-szövetség irányít. A csapat még nem jutott ki egyetlen labdarúgó-világbajnokságra sem.

## Nemzetközi eredmények
CEMAC Kupa
- Ezüstérmes: 1 alkalommal

UNIFAC Kupa
- Ezüstérmes: 1 alkalommal

## Világbajnoki szereplés
- 1930 - 1974 - Nem indult
- 1978 - Visszalépett
- 1982 - Kizárták
- 1986 - 1998 - Nem indult
- 2002 - Nem jutott be
- 2006 - 2010 - Visszalépett

## Afrikai nemzetek kupája-szereplés
| Év   | Eredmény     |
| ---- | ------------ |
| 1957 | Nem indult   |
| 1959 | Nem indult   |
| 1962 | Nem indult   |
| 1963 | Nem indult   |
| 1965 | Nem indult   |
| 1968 | Nem indult   |
| 1970 | Nem indult   |
| 1972 | Nem indult   |
| 1974 | Kizárták     |
| 1976 | Visszalépett |

| Év   | Eredmények    |
| ---- | ------------- |
| 1978 | Nem indult    |
| 1980 | Nem indult    |
| 1982 | Nem indult    |
| 1984 | Nem indult    |
| 1986 | Nem indult    |
| 1988 | Nem jutott be |
| 1990 | Nem indult    |
| 1992 | Nem indult    |
| 1994 | Nem indult    |
| 1996 | Visszalépett  |

| Év   | Eredmények    |
| ---- | ------------- |
| 1998 | Kizárták      |
| 2000 | Visszalépett  |
| 2002 | Nem jutott be |
| 2004 | Nem jutott be |
| 2006 | Visszalépett  |
| 2008 | Nem jutott be |
| 2010 | Visszalépett  |
| 2012 | Nem jutott be |
| 2013 | Nem jutott be |
| 2015 | Nem jutott be |

## Mérkőzések

### Következő mérkőzések
| Időpont | Kiírás | Helyszín | Ellenfél |
| ------- | ------ | -------- | -------- |
|         |        |          |          |

## Külső hivatkozások
- Közép-afrikai Köztársaság a FIFA.com-on Archiválva 2009. február 7-i dátummal a Wayback Machine-ben

1. ↑  The FIFA/Coca-Cola World Ranking. FIFA
2. ↑  World Football Elo Ratings. eloratings.net